# Кемптен
Кемптен (бавар. і нім. Kempten) — місто земельного підпорядкування, розташований в землі Баварія, Німеччина. Кемптен підпорядковується адміністративному округу Швабія. Населення становить 62 060 чоловік (станом на 31 грудня 2010 року). Займає площу 63,29 км ². Офіційний код — 63000.

## Історія

### До римської епохи
Перша згадка про місто Камбодунон, населене кельтськими Естіонами, датується у 50 році до н.е. в роботах грецького географа Страбона. Це вважається найдавнішою писемною згадкою про будь-яке німецьке місто. До цього часу археологічних доказів існування цього кельтського поселення не знайдено.

### Епоха Римської імперії
У 15 р. до н.е. римські війська під командуванням Нерона Клавдія Друза та його брата Тіберія завоювали та знищили існуюче кельтське поселення. Пізніше поселення було назване Камбодунумом. У наступні роки місто було перебудоване за класичним римським планом з ваннами, форумом та храмами. Місто спочатку було побудоване з дерева, а пізніше, після руйнівної пожежі, яка майже знищила його у 69 році н.е., було перебудоване з каменю. Місто, можливо, виконувало функції провінційної столиці Ретії протягом першого століття до того, як цю роль на себе взяв Аугсбург. Розгалужені археологічні розкопки наприкінці 19 століття і у 1950-х на околицях Кемптену відкрили обширні фундаменти споруд.
У 233 році н.е. місто було знову знищено алеманами, одним з племен свевів. Початкове місце Камбодунуму тоді було покинуте, а поселення перенесли на стратегічно безпечне місце на пагорбі Бургхалде, звідки відкривається вид на річку Іллер.
У середині V століття останні римські війська покинули регіон, і місто було повністю захоплено алеманами.

### Середньовіччя
Після того, як римляни покинули поселення, його перенесли з пагорба на рівнину, що знаходиться поруч з річкою Іллер. У письмових джерелах місто згадується як Камбідано. Будучи все ще переважно алеманським, місто знову було зруйноване франками в 683 році через підтримку містом повстання проти Франкського королівства.
Приблизно в 700 році в місті був побудований монастир — абатство Кемптен, який став першим у регіоні Альгой. Він був заснований двома бенедиктинцями з абатства Святого Галла, Магнусом фон Фюссеном і Теодором. Першим настоятелем цього нового монастиря був Авдогар. Завдяки фінансовій та лобістській підтримці дружини Карла Великого та алеманської принцеси Гільдегарди, монастир став одним із найпривілейованіших у Франкській імперії .
Після того, як абатство кілька разів було спустошено мадярами, князь-єпископ Аугсбурга Ульріх Аугсбурзький, який також був абатом Кемптена, у 941 році розпочав відбудову як монастиря і міста.
У 1213 році імператор Священної Римської імперії Фрідріх II оголосив абатів членами Рейхстагу і надав абату Кемптену право носити титул герцога. Однак у 1289 році король Німеччини Рудольф I також надав спеціальні привілеї міському поселенню в долині річки, зробивши його вільним імперським містом Кемптен. У 1525 році останні права власності абатів на Імператорське місто були продані в так званій «Великій купівлі», що ознаменувало початок співіснування двох незалежних міст, кожне з яких носило однакову назву. Більше конфлікту виникло в 1527 році після того, як Імперське місто перейшло в протестантство в прямій опозиції до католицького монастиря (і Вільного міста).

### Ренесанс і бароко до Нового часу
Під час тридцятилітньої війни (1632–1633) обидва міста були зруйновані імперськими та шведськими військами відповідно.
У 1652 році Роман Ґіль з Гільсберга, абат Кемптена, доручив архітекторам Міхаелю Беру та Йоганну Серро з Ґраубюндена побудувати базиліку Св. Лоренца як нову церкву для обслуговування парафії та монастиря, включаючи представницьку резиденцію для герцога Абати. Це була перша велика церква, побудована в Німеччині після закінчення Тридцятилітньої війни .
Під час наполеонівських війн Герцогство-Абатство та Імперське місто потрапили під владу Баварії (1802–03). Нарешті в 1819 році два міста-конкуренти були об’єднані в єдину громаду.
Під час Другої світової війни це місто було місцем розташування двох підтаборів концентраційного табору Дахау, у кожному з яких перебувало близько 700 в’язнів. 
В місті в Кемптен-ім-Альгой народився Клавдіус Дорньє — німецький авіаінженер і засновник Dornier GmbH. Його спадщина залишилася в кількох літаках, названих на його честь, включаючи Dornier Do 18 і 12-моторний літаючий човен Dornier Do X, які десятиліттями лишалися найбільшими і найпотужнішими літаками у світі.

## Головні пам'ятки
- Базиліка Святого Лоренца (Базиліка Мінор)
- Церква Святого Манга
- Руїни фортеці Бургхалде
- Резиденція Герцогів-Абатів
- Археологічний парк Камбодунум
- Ратуша та площа міста
- Каплиця Еразма (підземна каплиця)

## Транспорт
Кемптен має добре розвинений зв'язок з регіоном за допомогою автостради A 7 (Вюрцбург – Ульм – Фюссен). Федеральні траси B12 (частково як автострада A980), B 19 і B 309 також перетинаються в Кемптені.
Місто розташоване на залізниці Бухлое–Ліндау, відкритій як частина Південно-Північної залізниці Людвіга в 1852 році. Залізнична станція Кемптен в даний час має зручні зв'язки міжміського та міжнародного рівня.
Систему міського автобусного транспорту обслуговує Кемптенське міське транспортне підприємство, яке працює на понад 20 маршрутах.

## Освіта
В 1978–1979 роках у Кемптені розпочав свою діяльність Університет прикладних наук. На перший зимовий семестр було набрано 89 студентів. З того часу Університет розширився, тепер він приймає більше 2800 студентів у восьми напрямах підготовки:
- Бізнес-адміністрування
- Комп'ютерні науки
- Електротехніка
- Промислова інженерія – Електроніка та Інформаційні технології
- Промислова інженерія – Механічне машинобудування з управлінням розподілом або інформаційними технологіями
- Машинобудування
- Соціальне управління
- Туризм

Також є три загальноосвітні школи, відомі як Гімназія(Allgäu-Gymnasium, Hildegardis-Gymnasium, Carl-von-Linde-Gymnasium), які пропонують середню освіту для всього регіону Альгой.

## Видатні люди
- Карл фон Лінде (1842–1934), вчений та винахідник у галузі охолоджувальних технологій
- Клод Дорньє (1884–1969), конструктор літаків
- Ернст Майр (1904–2005), німецько-американський біолог
- Ігназ Кіхле (1930–2003), політик (CSU), член Бундестагу 1969–1994, міністр сільського господарства, харчової та лісової справи 1983–1993
- Хайде Шмідт (народилася 1948), австрійський політик
- Гюнтер Доллінгер (народився 1960), фізик і професор
- Франц Енгстлер (народився 1961), автогонщик
- Дітер Лор (народився 1965), письменник та видавець аудіокниг
- Крістіан Абт (народився 1967), автогонщик
- Ільхан Мансіз (народився 1975), турецький футболіст
- Петер Тертінг (народився 1984), автогонщик
- Ліза Бреннауер (народилася 1988), чемпіонка світу з велосипедного спорту
- Даніель Абт (народився 1992), автогонщик
- Фрідріх Фердинанд Шніцер, відомий архітектор Сполучених Штатів.